# 石川県道254号土川浜田線
石川県道254号土川浜田線（いしかわけんどう254ごう つちかわはまだせん）とは、石川県七尾市にある一般県道（石川県道）である。

## 概要
- 起点：石川県七尾市中島町土川18部42番2地先（＝石川県道48号福浦港中島線交点）
- 終点：石川県七尾市中島町河崎3部57番地1地先（＝豊川口交差点、国道249号交点）

七尾市中島地区の西部、日用川によって形成された平野部に位置する豊川地区を横断する。ほぼ全区間が日用川に沿っている。途中、のと里山海道の豊川橋の下を通っている。また、豊川地区内にあるトンネル（豊川隧道）には高さ制限があるため、大型車の通行ができなかったが、2016年にトンネルの開削が行われたため、大型車が通行可能となった。

## 歴史
- 1960年（昭和35年）10月15日：路線認定。

## トンネル
豊川隧道（54 m）七尾市中島町豊川にある1929年（昭和4年）竣工のトンネル。このトンネルは、石川県内にある現役の道路用トンネルとしては、石川県道258号野崎向田線にある東隧道（1914年竣工）、石川県道75号宝達川隧道、並走する宝達川歩行者隧道（ともに1926年竣工）に次いで、4番目に古いが、2016年にトンネルの開削が行われ、87年の使命を終えた。

## 交差する道路
- 石川県道48号福浦港中島線（七尾市中島町土川：起点）
- 石川県道253号豊田笠師保停車場線（七尾市中島町豊田）
- 国道249号（七尾市中島町河崎・豊川口交差点：終点）